# Li Meiju
Li Meiju, född 23 januari 1981 i Hebei, är en kinesisk friidrottare (kulstötare).
Lis genombrott kom när hon blev 2:a vid junior-VM 2000. Hennes första mästerskapsseger kom vid Asiatiska spelen 2002. 2003 blev hon också mästare vid Asiatiska mästerskapen. 
Hon deltog vid de olympiska sommarspelen 2004, där hon tog sig vidare till finalen och slutade 8:a. 2005 försvarade hon sitt guld vid Asiatiska mästerskapen. 2006 blev hon tvåa vid Asiatiska spelen i Doha efter landsmannen Li Ling. 
2007 var hon även i final vid VM i Osaka men slutade då 6:a. Hennes första VM-medalj kom 2008 vid inomhus-VM där hon slutade på en bronsplats. Samma år deltog hon även vid Olympiska sommarspelen i Peking där hon blev 8:a. 

## Personligt rekord
- Kula - 19,18